# Oreste Candi
Oreste Candi (Minerbio, 27 novembre 1865 – Genova, 4 settembre 1938) è stato un liutaio italiano.

## Biografia
Oreste Candi nasce a Minerbio (Bologna) il 27 novembre 1865 da Angelo e Virginia Billi.
Rimasto orfano di padre nel 1884, trova lavoro come apprendista nella bottega bolognese di Raffaele Fiorini; intorno al 1886 si trasferisce a Genova, trovando impiego nella piccola fabbrica di strumenti a plettro "Fratelli Barberis", situata in Salita Santa Caterina, fianco alla Sala Sivori, da poco aperta da Giuseppe Bossola. Sposatosi nel 1893 con Maria Luigia Torre, apre bottega prima con il fratello Cesare Candi in via dei Servi n°54, quindi in proprio in Vico dritto Ponticello, ove rimase fino all'inizio degli anni trenta: con la ristrutturazione della piazza Ponticello voluta dal regime fascista, volta a modernizzare l'immagine della città, fu costretto nel 1932 a trasferirsi in via Bosco ove romase fino alla morte, occorsa il 4 settembre 1938.

## Critica
Costruttore soprattutto di strumenti a plettro, Oreste Candi si dedicò con continuità alla liuteria ad arco in età adulta, a partire dagli anni dieci del Novecento.

Seppure tecnicamente meno dotato del fratello Cesare Candi, dimostra nella sua produzione di violini, viole, violoncelli un'attitudine meno formale e rigorosa che rivela il suo temperamento diretto e spontaneo.